# 熊茂平
熊茂平（1967年2月—），男，汉族，江西永修人，中华人民共和国政治人物。中国地质大学（武汉）探矿工程系钻探工程专业，研究生学历，工学博士。现任中共辽宁省委副书记、大连市委书记。

## 生平
1988年6月参加工作。1994年10月加入中国共产党。从中国地质大学（武汉）毕业后于江西省地质矿产局、江西省建工集团工作，曾任江西省建工集团董事长、党委书记，中共鹰潭市委副书记、市长，国家工商行政管理总局个体私营经济监督管理司（非公有制经济组织党建工作办公室）司长（主任），国家工商行政管理总局企业注册局（外商投资企业注册局）局长，国家市场监督管理总局登记注册局（小微企业个体工商户专业市场党建工作办公室）局长（主任），国家市场监督管理总局人事司司长，国家市场监督管理总局党组成员，副局长。
2021年10月，调任中共辽宁省委常委、组织部部长。2023年4月，改兼中共大连市委书记。2025年7月，升任中共辽宁省委副书记。